# Zelandopsocus kuscheli
Zelandopsocus kuscheli är en insektsart som beskrevs av Thornton, Wong och Courtenay N. Smithers 1977. Zelandopsocus kuscheli ingår i släktet Zelandopsocus och familjen Pseudocaeciliidae. Inga underarter finns listade i Catalogue of Life.